# Sagehen-Nunatakker
Die Sagehen-Nunatakker sind eine in ihrer Grundfläche dreieckige Gruppe aus von ihrer Basis aus gemessenen 150 m hohen Nunatakkern in der antarktischen Ross Dependency. Im Königin-Maud-Gebirge ragen sie 8 km nördlich des McNally Peak an der Ostflanke des Holdsworth-Gletschers auf.
Der United States Geological Survey kartierte sie anhand eigener Vermessungen und Luftaufnahmen der United States Navy aus den Jahren von 1960 bis 1964. Geologen der Arizona State University erkundeten sie zwischen 1978 und 1979 im Rahmen des United States Antarctic Research Program. Sie benannten sie überdies nach Cecil the Sagehen (englisch für Cecil das Beifußhuhn), dem Maskottchen des Pomona College in Claremont, Alma Mater des Geologen Scott G. Borg, der an der Erkundung beteiligt war.